# Hypomares
Hypomares is een kevergeslacht uit de familie van de boktorren (Cerambycidae). De wetenschappelijke naam van het geslacht werd voor het eerst geldig gepubliceerd in 1864 door Thomson.

## Soorten
Hypomares omvat de volgende soorten:
- Hypomares brunneus (Thomson, 1858)
- Hypomares robustus (Jordan, 1894)
- Hypomares vittatus Aurivillius, 1893